# Hackaday
Hackaday es una revista en línea que publica hacks cada día, así como un especial semanal sobre "Cómo" hackear. Un hack o truco aquí se refiere a las modificaciones de un producto o software, así como la creación de algo totalmente nuevo para la conveniencia, la novedad, la función, la creatividad o las catástrofes. Hackaday tiene asimismo un canal de YouTube donde publica proyectos y vídeos sobre "cómo se hace".
Hack a Day fue fundado en 2004 como una revista web para Engadget dedicada a la publicación y archivo de "los mejores proyectos de toda la web sobre hacks, mods y DIY (hágalo usted mismo)". Hack a Day desde entonces se ha separado de Engadget y está actualmente impulsada por WordPress.com. En 2007, la revista Computerworld clasificó a Hack a Day en el puesto 10 de su lista de los 15 mejores sitios de blogs geek.

## Hacks destacados por los medios de comunicación
- Ventilador de código abierto
- Rooting a Motorola Droid[4]
- PlayStation Portable downgrader[5]
- Big Head costume[6]
- DJ Hero turntable modified into Etch A Sketch[7]
- Fingerflux[8]
- Inserting a logo into a QR code[9]
- Xbox 360 ATX power supply[10]
- Pumpkin with LED matrix[11]
- Portable NES[12]
- A Web server with a footprint the size of a business card[13]
- Bootloader for Linux on an iPhone[14]